# Verbeeldingsliteratuur
Verbeeldingsliteratuur betreft boeken, artikelen, gedichten en/of verzonnen verhalen die de fantasie, de verbeelding aanspreken. Het wordt meestal als overkoepelend begrip voor de genres fantasy, sciencefiction en horror gebruikt, waarbij allerlei tussenvormen en mengvormen mogelijk zijn.
Het woord literatuur (ook wel litteratuur of (de) letteren) heeft verschillende, dicht bij elkaar liggende betekenissen. In de ruimste zin is literatuur de verzameling van alle teksten, zowel geschreven als in mondelinge vorm. In de samenstelling Verbeeldingsliteratuur wordt echter gerefereerd aan  de tweede betekenis, de artistieke wijze waarop de auteur het verhaal vertelt. Dit wordt gedaan om de kloof te overbruggen die er in het Nederlands taalgebied bestaat tussen een literaire roman en een genre-roman.
De menselijke verbeeldingskracht of fantasie is het vermogen om zich in situaties in te leven of gebeurtenissen of entiteiten te bedenken die niet bestaan, die onmogelijk kunnen bestaan of waarvan het bestaan onbewezen is. 
Dat wat wordt voortgebracht door de verbeeldingskracht wordt eveneens 'een fantasie' genoemd.